# Dorothy L. Nash Gibson
Dorothy L. Nash de Gibson (1921-2012) era una botánica estadounidense.

## Algunas publicaciones
- 2007. Potatoes Don't Grow on Trees: Journeying in the South. What I am. Vol. 2. Ed. Dotrock Publisher, 21 pp. ISBN	 0976318725, ISBN 9780976318729

- 1984. Verbenaceae. Flora de Veracruz 41. Con Michael Nee, Victoria Sosa. Ed. Inst. Nac. de Investigaciones sobre Recursos Bióticos, 154 pp. ISBN 8489600740, ISBN 9788489600744

- 1981. Boraginaceae. Flora de Veracruz 18. Ed Inst. Nac. de Investigaciones sobre Recursos Bióticos, 149 pp. ISBN 8489600333, ISBN 9788489600331

- 1976. Flora of Guatemala: Vernonieae, Astereae, Inuleae, Heliantheae, Anthemideae, Cynareae, Mutisieae, Cichorieae, Eupatorieae, Helenieae, Senecioneae. Parte 12. Con Louis O. Williams. Ed. Field Museum of Natural History, 603 pp.
- La abreviatura «D.N.Gibson» se emplea para indicar a Dorothy L. Nash Gibson como autoridad en la descripción y clasificación científica de los vegetales.[2]